# 熱き鼓動の果て
「熱き鼓動の果て」（あつきこどうのはて）は、日本の音楽ユニット・B'zの楽曲。2002年6月5日にVERMILLION RECORDSより33作目のシングルとして発売された。

## 概要
前作『GOLD』から約10ヶ月ぶりのシングル。本作からレーベル名が現在の『VERMILLION RECORDS』に変更された。
12thアルバム『GREEN』からの先行シングル。
収録曲の曲名がすべて日本語なのはメンバー曰く「偶然」とのこと。
当時放送されたCMにはいくつかバージョンがあった。そのうち、路上にて表題曲をアコースティックバージョンで生演奏するものは、後にDVD『B'z Official Bootleg Hidden Treasure 〜Typhoon No.20〜』に収録された。

## 記録
オリコン週間シングルランキングで29作連続となる初登場首位を獲得。ベスト10入りは13年連続となり、2002年当時の郷ひろみ、サザンオールスターズと並びタイ記録となった。また、同日付のオリコン週間アルバムランキングでは、「DEVIL」が収録された『2002 FIFA ワールドカップ公式アルバム』が首位を記録している。

## 収録曲
| 全作詞: 稲葉浩志、全作曲: 松本孝弘。 |                        |           |            |                              |      |
| #                                    | タイトル               | 作詞      | 作曲・編曲 | 編曲                         | 時間 |
| 1.                                   | 「熱き鼓動の果て」     | 稲葉浩志  | 松本孝弘   | 松本孝弘・稲葉浩志・徳永暁人 | 4:08 |
| 2.                                   | 「夜よ明けないで」     | 稲葉浩志  | 松本孝弘   | 松本孝弘・稲葉浩志・池田大介 | 4:26 |
| 3.                                   | 「挑めよ儚いこの時に」 | 稲葉浩志  | 松本孝弘   | 松本孝弘・稲葉浩志・徳永暁人 | 3:31 |
| 合計時間:                            | 合計時間:              | 合計時間: | 12:05      |                              |      |

## 楽曲解説
1. 熱き鼓動の果て
  - サビの歌い出しから始まる楽曲。
  - 楽曲は2部構成となっており、歌い出しと1番はアコースティック・ギターと打ち込み音を中心にゆったりとしているが、2番からバンドが加わり加速する。この曲のリズムに感化されたという松本は、テンポアップしてからのサビの部分は、今までにないギターの弾き方をしたと語っている[4]。
  - MVは楽曲同様2部構成となっている。1番だけスタジオの中でサポートメンバーとともに演奏し、ビルの屋上に場所を移動して2番から演奏を再開する。屋上での撮影は、当時世界に5台しかなかった世界最大級である24mのクレーン（通称「アキラクレーン」）を使用している。このクレーンは資材の搬入および設置のみで半日かかったという[5]。MVにはレコーディングに参加した吉田建（ベース）と山木秀夫（ドラム）も出演している[6][注釈 1]。
  - 稲葉は作詞の際、「タイアップが決まっていたが、『ultra soul』で選手側についてはやってしまったので、今回は「繋がり」、選手や会場の人はもちろん、翌日の新聞やテレビでその活躍を知ってみんなが同じ様な気持ちになれるということは鼓動で繋がっていると表現した」とコメントしている。
  - プロモーションとして2002年6月7日放送のテレビ朝日系『ミュージックステーション』に出演、同年に行われた『B'z LIVE-GYM 2002 "GREEN 〜GO★FIGHT★WIN〜"』のサポートメンバーも出演した。また同年12月27日の『ミュージックステーションスーパーライブ』にも出演、「もう一度キスしたかった」と共に披露された[7][8][9]。
  - 『第56回NHK紅白歌合戦』で実施された「スキウタ〜紅白みんなでアンケート〜」で上位曲に選ばれた[10]。またニンテンドーDSのソフト「押忍!闘え!応援団」にも使用された[11]。
  - 同年に行われた『B'z LIVE-GYM 2002 "GREEN 〜GO★FIGHT★WIN〜"』では、1番と2番の間に松本がギターを換えるため数小節追加して演奏された。
  - 『B'z LIVE-GYM 2002 "GREEN 〜GO★FIGHT★WIN〜"』以降長らく演奏されていなかったが、2015年に行われた『B'z LIVE-GYM 2015 -EPIC NIGHT-』で約13年ぶりに演奏された。なお、この時の演奏ではサポートメンバーの大賀好修とのツインギター編成であり、かつ松本がアコースティック・ギターを使わなかったため、前述のギターチェンジのための小節追加は行われなかった。
  - 2020年に行われた無観客配信ライブ『B'z SHOWCASE 2020 -5 ERAS 8820-』のDay3で演奏された際は、1番をメンバー2人のみで演奏して一時中断し、ステージに移動した後サポートメンバーと共に2番から演奏を再開した[12][13]。
  - 2021年には日本で開催予定だった[注釈 2]『WRC世界ラリー』のテーマソングに起用された[14][15]。
2. 夜よ明けないで
  - 同年に行われた『B'z LIVE-GYM 2002 "GREEN 〜GO★FIGHT★WIN〜"』のサポートメンバーであるビリー・シーンとシェーン・ガラースが参加しており、『GREEN』の作風に反してハードロック色が強い。
3. 挑めよ儚いこの時に
  - ハウスビートの打ち込み音を多用している。
  - 当時のB'zでは珍しくフェード・アウトで曲が終わる。
  - 前曲「夜よ明けないで」と本曲はライブ未演奏。

## タイアップ
- 『TV ASAHI NETWORK SPORTS 2002』テーマソング（#1）
- テレビ朝日系『パンパシ水泳横浜 2002』大会公式テーマソング（#1）
- テレビ朝日『WRC世界ラリー』テーマソング（#1）

## 参加ミュージシャン
- 松本孝弘:ギター、全曲作曲・編曲
- 稲葉浩志:ボーカル、全曲作詞・編曲
- 徳永暁人:ベース・編曲（#1.3）
- 池田大介:編曲（#2）
- ビリー・シーン:ベース（#2）
- 山木秀夫:ドラム（#1）
- シェーン・ガラース:ドラム（#2）

## 収録アルバム
熱き鼓動の果て
- GREEN
- B'z The Best "Pleasure II"
- B'z The Best "ULTRA Pleasure"
- B'z The Best XXV 1999-2012

## ライブ映像作品
熱き鼓動の果て
- a BEAUTIFUL REEL. B'z LIVE-GYM 2002 GREEN 〜GO★FIGHT★WIN〜
- B'z LIVE-GYM 2015 -EPIC NIGHT-
- B'z COMPLETE SINGLE BOX（特典DVD）
- B'z SHOWCASE 2020 -5 ERAS 8820- Day1〜5